# Le Père Duchesne

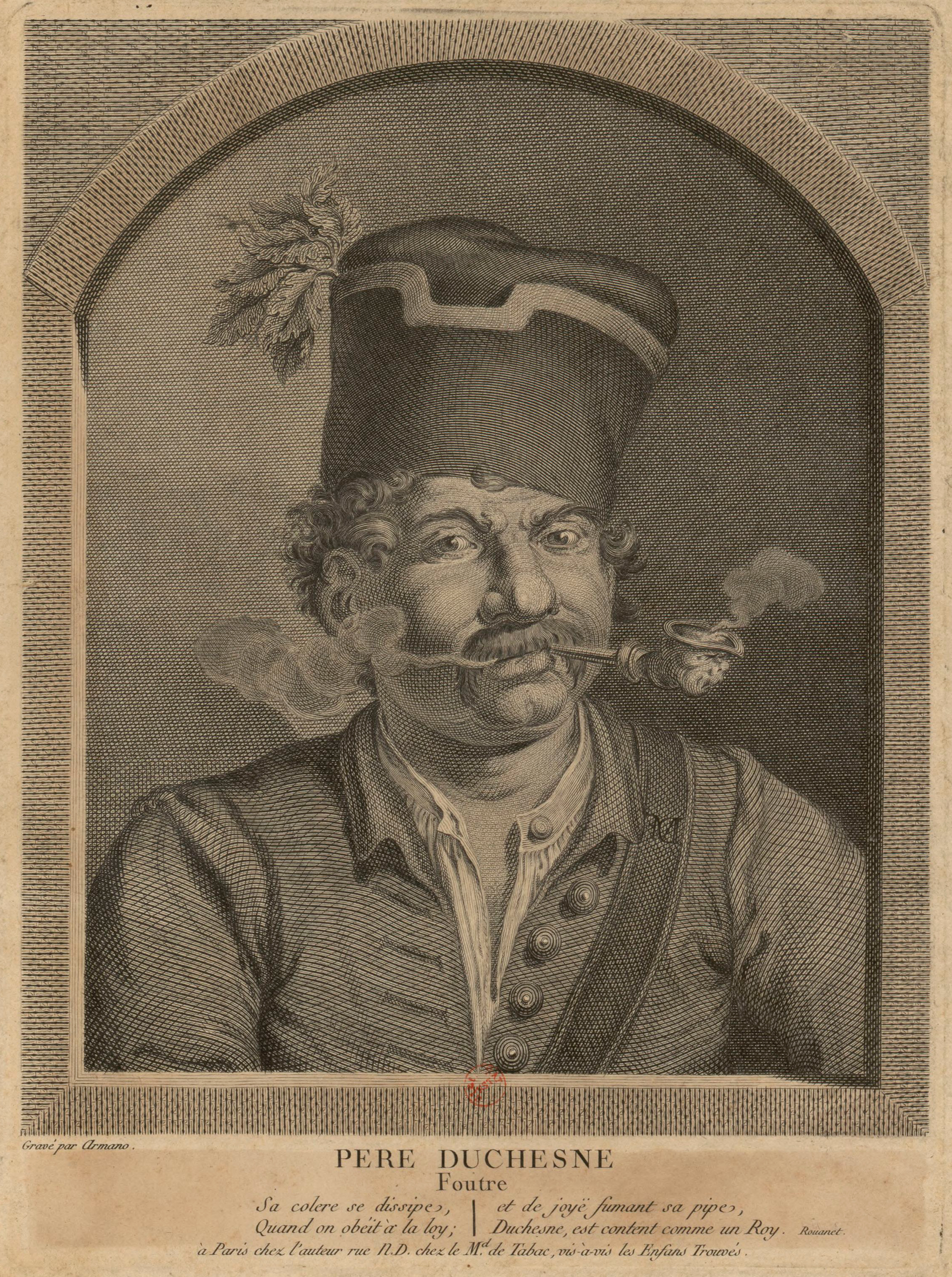
Le père Duchesne

Con Le Père Duchesne si indicano differenti giornali apparsi durante la Rivoluzione francese. Il più popolare fu il Je suis le véritable père Duchesne, foutre di Jacques-René Hébert, che pubblicò 355 numeri dal mese di settembre 1790 fino al 14 marzo 1794, dieci giorni prima della morte sulla ghigliottina, avvenuta il 24 marzo 1794. 
Pressoché contemporanei furono il Je suis le véritable père Duchesne, moi, foutre di Jean-Charles Lamel e le Lettres bougrement patriotiques du véritable père Duchesne, marchand de fourneax, di Antoine Lemaire, seguiti da decine di altri giornali il cui titolo faceva riferimento al personaggio del Père Duchesne. 

## Storia

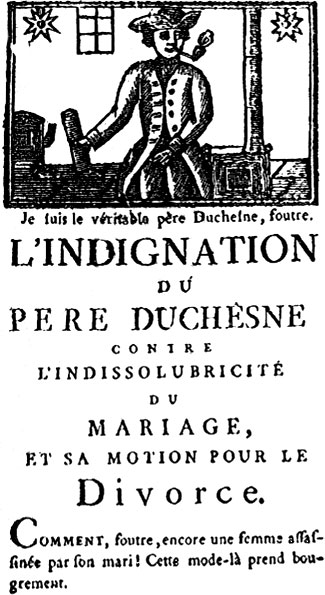
Copertina del XXV numéro del Père Duchesne di Jacques René Hébert

Nato nelle fiere del 'Settecento, il père Duchesne (padre Duchesne) era un personaggio tipo che rappresentava l'uomo del popolo sempre intento a denunciare gli abusi e le ingiustizie. Troviamo questo personaggio immaginario in un testo intitolato le plat de Carnaval (il piatto di Carnevale) e in un opuscolo anonimo del febbraio 1789 dal titolo Voyage du père Duchesne à Versailles (Viaggio di papà Duchesne a Versailles) o la Colère du père Duchesne, à l'aspect des abus (la rabbia di papà Duchesne, di fronte agli abusi) dello stesso anno. Nel 1789 diversi opuscoli sono stati pubblicati sotto questo nome. Nel 1790, un dipendente delle poste dal nome di Antoine Lemaire e l'ex abate Jean-Charles Jumel avevano lanciato dei giornali utilizzando lo pseudonimo fittizio di père Duchesne, ma quelli di Hébert, che i venditori ambulanti vendevano in strada gridando: « Il est bougrement en colère aujourd'hui le père Duchesne ! » (« È dannatamente arrabbiato Padre Duchesne oggi! »), si distinguono per la violenza che ha caratterizzato il suo stile di scrittura.
Dal 1790 al 1791, il père Duchesne era costituzionale e faceva gli elogi del Re Luigi XVI e di La Fayette, deplorando Maria Antonietta d'Austria e Marat e riservando la sua ira all'abate Maury, grande difensore dell'autorità papale contro la Costituzione civile del clero. Il governo stampò nel 1792 alcuni suoi numeri a spese della Repubblica, al fine di distribuirlo tra le forze armate con lo scopo di scuotere i soldati da un torpore considerato pericoloso per la salvezza della cosa pubblica.
In origine, la pubblicazione, effettuata presso la stamperia Tremblay, era su otto pagine non numerate nel formato in ottavo, che si pubblica quattro volte per decade e ad un costo di cinquanta centesimi al mese. La prima pagina di ogni numero era sormontata da una vignetta rappresentante il "père Duchesne" con una pipa e una carota di tabacco in mano con questo motto: «Io sono il vero padre Duchesne, cazzo!» e due croci di Malta su ogni lato. La numerazione della rivista iniziò col primo numero di gennaio 1791. Dal numero 13, copiò la miniatura di un altro "père Duchesne", che si pubblicava in via del Vieux-Colombier, che rappresenta un uomo con i baffi, sciabola al fianco e un'ascia sollevata su un sacerdote che lo implora con entrambe le mani, a cui rivolge la minaccia « memento mori » (ricorda che sei mortale). Alla fine di ogni foglio vi sono due forni, uno dei quali è rovesciato. Quest'ultimo emblema rappresentava la professione del "padre Duchesne", che si diceva fosse un vecchio mercante di forni.
A partire dal numero 138, Hébert si separa dal suo editore Tremblay, che pubblica lui stesso qualche falso.
Una volta ghigliottinato Hébert, i suoi nemici con sollievo si dedicano con gioia a parodie, come La Grande Colère du père Duchesne, en voyant tomber sa tête par la fenêtre nationale (la grande collera del padre Duchesne, quando vide la sua testa cadere dal davanzale pubblico). Altri, come Saint-Venant con "Baffi senza paura", si sforzano di scrivere nello spirito dei tempi con parodie nuove nello stesso stile triviale che lo caratterizzava. Lebon ne pubblica uno nel 1797. Damane pubblica trentadue numeri con questo nome a Lione - Comune Affrancato.
Il titolo è stato ripreso più volte nel XIX secolo, soprattutto durante la Rivoluzione del 1848 e la Commune di Parigi nel 1871, vedi Le Père Duchêne.

## Stile
Destinato ad essere gridato per le strade, i sommari che precedevano i numeri di "Padre Duchesne" erano concepiti specificamente per catturare la curiosità del pubblico. Così si urlava: «La grande colère du père Duchesne contre le ci-devant comte de Mirabeau, qui a foutu au nez de l'Assemblée nationale une motion contraire aux intérêts du peuple.» ("La grande rabbia di papà Duchesne contro sua signoria il conte di Mirabeau, che ha sostenuto di fronte all'Assemblea nazionale una mozione contraria agli interessi del popolo.") - « Les bons avis du père Duchesne à la femme du roi, et sa grande colère contre les jean-foutre qui lui conseillent de partir et d'enlever le dauphin.» ("I saggi consigli di papà Duchesne" alla moglie del re e la sua grande rabbia contro i pinco pallini che gli consigliano di partire e portar via il delfino."
Essere segnalato come nemico della Repubblica nel le Père Duchesne si traduce spesso in una fine alla ghigliottina. Non esitò mai a chiedere, secondo le sue parole, che la « carrosse à trente-six portières » ("carrozza a trentasei porte") trasportasse questo o quel « crapaud du Marais» ("rospo della palude - della piana") « éternuer dans le sac » ("starnuto nel sacco"), « demander l'heure au vasistas » ("chiedere l'ora al finestrino"), « essayer la cravate à Capet » ("provare la cravatta a Capeto"), tutte metafore del ghigliottinamento.

"Le père Duchesne" esprime la sua gioia alla notizia della ripresa di Tolone (1793) con questi termini: 

## Iconografia

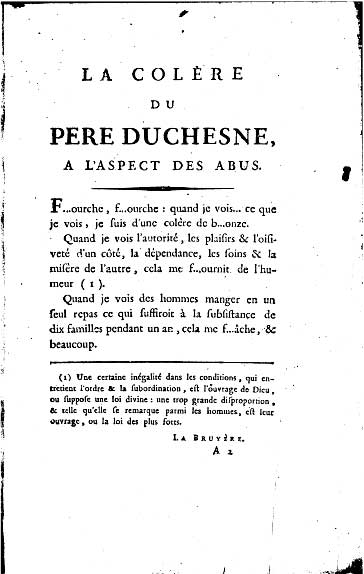
Un predecessore del Père Duchesne nel 1789
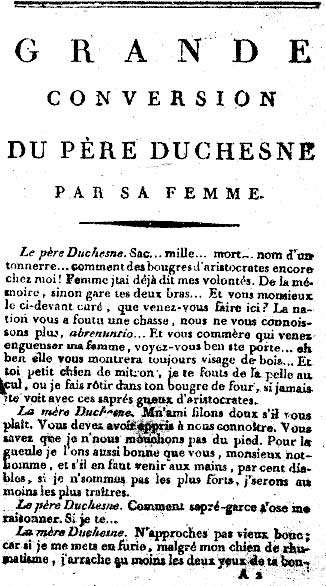
Testo ispirato dal Père Duchesne
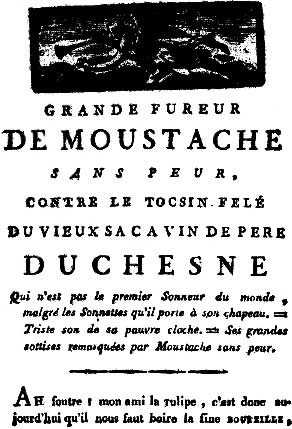
Un successore di Père Duchesne nel 1796

## Canzoni
Air : C’est aujourd’hui mon jour de barbe ;
Ou, Vaudeville de la soirée orageuse
Comme quoi le père Duchesne s’est trompé de chemin.
1° Couplet
O vous tous témoins de ma mort
Si je suis ici, c’est ma faute :
Je comptais sur un autre sort
Hélas ! Je comptais sur un autre sort
Je me suis vu pris comme un sot
Et cette misérable affaire,
Me fait monter à l’échafaud,
Croyant monter au ministère
Comme quoi le père Duchesne sera dedans
2° Couplet
Grâces à mes efforts nouveaux
La guerre seroit allumée
Si la flamme de mes fourneaux
Ne s’étoit changée en fumée ;
En flattant mon projet maudit,
D’une réussite parfaite,
J’avois déjà perdu l’esprit
Aujourd’hui je perdrai la tête.»
Aria : Oggi è il giorno del taglio della mia barba ;
O, Vaudeville dalla sera tempestosa
Come papà Duchesne ha sbagliato strada.
1° Strofa
O voi tutti testimoni della mia morte
Se io sono qui, è colpa mia:
Contavo su un altro destino
Ahimé! io contavo su un altro destino
Mi sono ritrovato preso come un gaglioffo
E questa vicenda miserabile,
Mi fa salire sul patibolo,
Credendo di salire al ministero
Come papà Duchesne sarà dentro
2° Strofa
Grazie ai miei nuovi sforzi
La guerra sarà riaccesa
Se la fiamma della mia cucina
Non si è cambiata in fumo;
Ossequiando il mio progetto maledetto,
In una perfetta riuscita,
Avevo già perso la mente
Oggi io perderò la testa.»

### Testi on line
- Grande colère du père Duchesne contre les jean-foutres de calomniateurs des Dames de la Halle, & des bouquetières du Palais-Royal, au sujet du beau discours qu'elles ont fait au roi, Hébert
- La grande colère du père Duchesne contre le palefrenier Houchard qui a tourné casaque à la Sans-Culotterie nº 290 de septembre 1793
- Grande conversion du père Duchesne par sa femme
- J. R. Hébert, auteur du père Duchesne, à Camille Desmoulins et compagnie
- Je suis le véritable père Duchesne, foutre !
- L'indignation du père Duchesne contre l'indissolubricité du mariage, et sa motion pour le divorce[collegamento interrotto]
- Philippe d'Orléans, le ci-devant comte de Mirabeau, jugé par le père Duchesne sur la procédure du Chastelet[collegamento interrotto]
- Jacques-René Hébert, La grande joie du père Duchesne, au sujet de l'ordre qu'il reçut de Versailles, d'aller refaire les fourneaux du roi, Arras, Imprimerie de H. Schoutheer, 1870
- Le père Duchesne arrêté par les mouchards et délivré par le compère Mathieu, Paris, De l'Imprimerie du père Duchesne, 1791

### Pubblicazioni di "père Duchesne" non emesse da Jacques Hébert
- La colère du père Duchesne, à l'aspect des abus[collegamento interrotto]
- Grande fureur de Moustache sans peur, contre le tocsin fêlé du vieux sac à vin de père Duchesne[collegamento interrotto], firmate St-Venant
- Lettre d'un sans-culotte, maçon de son métier, et bâtard de père en fils, au père Duchesne[collegamento interrotto]

### Pubblicazioni di "père Duchesne" contro Jacques Hébert
- La grande colère du père Duchesne, en voyant tomber sa tête par la fenêtre nationale, par Le père Duchêne[collegamento interrotto]
- Arrivée du père Duchesne et compagnie aux enfers, suivie de sa complainte, par Le père Duchêne[collegamento interrotto]

### Fonti
- Charles Brunet, Le père Duchesne d'Hébert, Notice historique et bibliographique sur ce journal, publié pendant les années 1790, 1791, 1793 et 1794 : précédée de la vie d'Hébert, son auteur, et suivie de l'indication de ses autres ouvrages[collegamento interrotto], Paris, Librairie de France, 1859
- René Nicolas Desgenettes, Souvenirs de la fin du XVIII siècle et du commencement du XIX siècle ou Mémoires de René-Nicolas Desgenettes, 3 vol., Paris, 1835
- Pierre Turbat, Vie privée et politique de J.-R. Hébert, auteur du père Duchesne, À Paris, Se trouve à l'Imprimerie de Franklin, rue de Cléry, No. 76, 1794
- Gérard Walter, Hébert et le père Duchesne, Paris, J.B. Janin, 1946

### Riferimenti
- Procès des conspirateurs Hébert, Ronsin, Vincent et complices: condamnés à la peine de mort part le Tribunal Révolutionnaire, le 4 germinal, l'an 2 de la République et exécutés le même jour: suivi du précis de la vie du père Duchesne, Paris, Imprimerie du Tribunal révolutionnaire, Caillot, 1794
- Antoine Agostini, La Pensée politique de Jacques-René Hébert (1790-1794), Aix-en-Provence : Presses universitaires d'Aix-Marseille, 1999
- Michel Biard, Parlez-vous sans-culotte? Dictionnaire du Père Duchesne (1790-1794), Paris, Tallandier, 2009
- Marc Crapez, Le Social-chauvinisme: des Hébertistes à la droite révolutionnaire 1864-1900, Paris, Septentrion, 1999 ISBN 2-284-00469-5
- Paul d'Estrée, Le Père Duchesne. Hébert et la commune de Paris (1792-1794), Paris, Ambert 1908
- Marina Grey, Hébert: le père Duchesne, agent royaliste, Paris, Perrin, 1983 ISBN 2-262-00300-9
- Antoine Hadengue, Les Gardes rouges de l'an II: l'armée révolutionnaire et le parti hébertiste, Paris, Tallandier, 1989
- Louis Jacob, Hébert le père Duchesne, chef des sans-culottes, Paris, Gallimard 1960 ISBN 2-07-023333-2
- Paul Mahalin, Histoire biographique, anecdotique et bibliographique du père Duchesne: avec vignette, portrait et fac-similé, Paris, Au bureau de l’Eclipse, 1871
- Gustave Tridon, La Commune de Paris de 1793; les Hébertistes, Bruxelles, J.H. Briard 1871
- Gustave Tridon, Les Hébertistes; plainte contre une calomnie de l'histoire, Paris, Chez l'auteur, 1864
- J. Thurot, La Vie, la mort et la résurrection du père Duchesne : notice historique, Paris, s. n., 1848
- Gérard Walter, Procès instruit et jugé au tribunal révolutionnaire : contre Hébert et consorts, Paris, Edhis, 1969 ISBN 2-7152-2591-1